# ГЕС-ГАЕС Велебіт
ГЕС-ГАЕС Велебіт — гідроелектростанція на заході Хорватії, в Далмації.
Машинний зал цієї дериваційної станції розташований неподалік від Обровац на березі річки Зрманья та сполучений тунелем із карстовим плато Грачац. На плато для збору води із річок Opsenica та Ričica, а також струмків Krivak та Otuča створені два водосховища: Opsenica об'ємом 2,7 млн м3 та Стікада об'ємом 13,65 млн м3. Останнє також виконує роль верхнього резервуару при роботі станції у режимі гідроакумуляції. Як нижній резервуар при цьому використовується водосховище Razovac на Зрманьї, об'єм якого становить 1,84 млн м3.
Основне обладнання станції становлять дві турбіни загальною потужністю 276 МВт та два насоси загальною потужністю 240 МВт. На початку 2010-х років виробництво електроенергії на ГЕС Велебіт коливалось від 243 до 635 млн кВт-год.